# Rosa calva
Rosa calva là loài thực vật có hoa trong họ Hoa hồng. Loài này được (Franch. & Sav.) Boulenger miêu tả khoa học đầu tiên năm 1933.